# توش.0
توش.0 أو توش بوينت أو (بالإنجليزية: Tosh.0) مسلسل كوميدي أمريكي، يقدمه دانييل توش، بدأ عرضه في 4 يونيو، 2009، على قناة كوميدي سنترال.

## الحلقات

### نظرة عامة
| الموسم | الموسم | الحلقات | تاريخ البث الأصلي | تاريخ البث الأصلي |
| الموسم | الموسم | الحلقات | أول بث            | آخر بث            |
| ------ | ------ | ------- | ----------------- | ----------------- |
|        | 1      | 16      | 4 يونيو 2009      | 12 نوفمبر 2009    |
|        | 2      | 25      | 13 يناير 2010     | 29 سبتمبر 2010    |
|        | 3      | 30      | 11 يناير 2011     | 15 نوفمبر 2011    |
|        | 4      | 30      | 31 يناير 2012     | 4 ديسمبر 2012     |
|        | 5      | 30      | 5 فبراير 2013     | 10 ديسمبر 2013    |
|        | 6      | 30      | 18 فبراير 2014    | 2 ديسمبر 2014     |
|        | 7      | 30      | 17 فبراير 2015    | 1 ديسمبر 2015     |
|        | 8      | 30      | 9 فبراير 2016     | 2016              |

## وصلات خارجية
- توش.0 على موقع IMDb (الإنجليزية)
- توش.0 على موقع ميتاكريتيك (الإنجليزية)
- توش.0 على موقع روتن توميتوز (الإنجليزية)
- توش.0 على موقع كينوبويسك (الروسية)
- توش.0 على موقع قاعدة بيانات الفيلم (الإنجليزية)
- قائمة حلقات Tosh.0  على قاعدة بيانات الأفلام على الإنترنت

لم يتم العثور على روابط لمواقع التواصل الاجتماعي.